# Szymon Tokarzewski
Szymon Wincenty Tokarzewski (ur. 16 lipca 1823 w Bodaczowie, zm. 3 lipca 1890 w Warszawie) – polski działacz niepodległościowy.

## Życiorys
Syn Sebastiana i Ewy z Niedźwieckich, po ukończeniu czterech klas w gimnazjum szczebrzeskim Szymon został zatrudniony w październiku 1840 w ordynackim zakładzie gorzelniczym w celu nauki zawodu gorzelanego. Jednak już 30 czerwca 1842 został zwolniony na skutek likwidacji zakładu. Jeszcze w tym roku podjął pracę w urzędzie pocztowym w Lublinie.

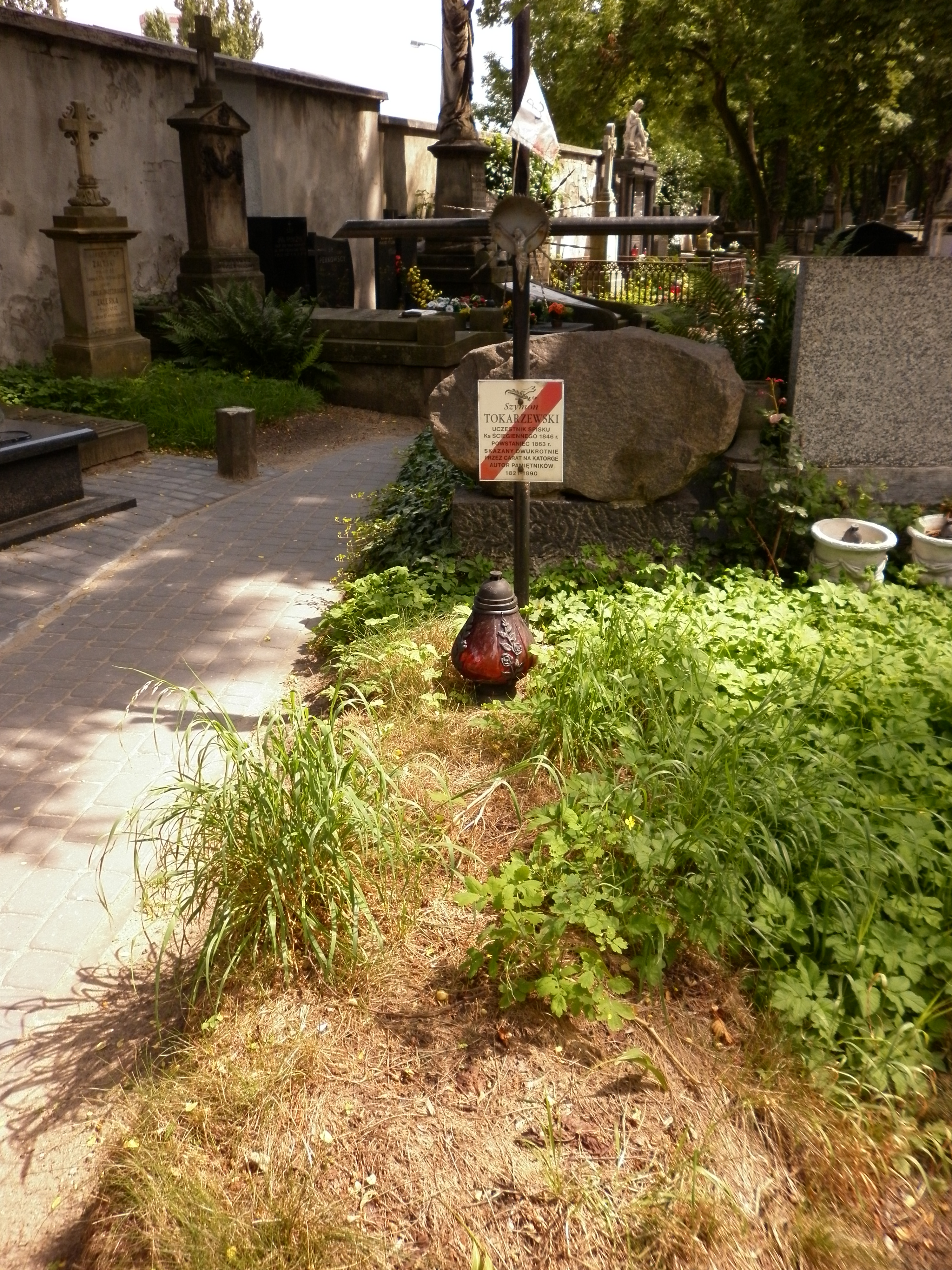
Grób Szymona Tokarzewskiego na cmentarzu Powązkowskim

Za udział w spisku Księdza Ściegiennego w latach 1842–1844 Szymon został aresztowany w 1846 roku i osadzony w Cytadeli Warszawskiej. Po procesie został skazany na 1000 pałek i 10 lat katorgi. Dnia 17 czerwca 1848 wysłano go z grupą więźniów politycznych na katorgę do Omska, dokąd dotarli idąc piechotą w 1849. Dzięki amnestii z okazji objęcia tronu Rosji przez Aleksandra II Szymon w 1857 powrócił do kraju.
W 1862 Szymon został powtórnie aresztowany za udział w ruchu patriotycznym i zesłany na katorgę w głąb Rosji do Aleksandrowska nad Amurem.
Powrót z zesłania nastąpił po amnestii z powodu manifestu koronacyjnego cara Aleksandra III, o czym zawiadomiono Szymona 15 sierpnia 1883 roku. Po powrocie do kraju zamieszkał w Warszawie i ożenił się z córką swojego przyjaciela z cytadeli warszawskiej Józefa Leszczyńskiego h.Belina – Haliną Leszczyńską.
Szymon Tokarzewski, aktywny współpracownik Księdza Ściegiennego, trzydzieści siedem lat swojego życia spędził w więzieniach, w katordze i na wygnaniu. W latach czterdziestych był więziony we Lwowie, następnie w Cytadeli Warszawskiej i w Modlinie, potem był w katordze w Ust’ Kamienogorsku i w Omsku. W latach sześćdziesiątych był więziony na Pawiaku i w Cytadeli, pewien czas przebywał w zakładzie karnym w Kadai koło Nerczyńska (w nerczyńskim okręgu górniczym). Odbywał katorgę w Aleksandrowsku nad Amurem, był na wygnaniu w Haliczu, mieszkał w Irkucku, z musu osiedlił się w Kostromie. Słowem – jako katorżnik, a następnie jako wygnaniec przeszedł całą Syberię od Uralu do Błagowieszczeńska.
W ostatnich latach swego barwnego życia, przy ofiarnej pomocy swojej żony, Szymon spisał swoje wspomnienia, które zostały wydane drukiem już po jego śmierci:
We wspomnieniach ze swojej pierwszej katorgi Szymon pisał:
„(...) Dziad mój, Konfederat barski, z gniazda, rodu Tokarzewskich Karaszewiczów, herbu Trąby, z okolic Grodna, po pierwszym rozbiorze Polski przeniósł się do ziemi Lubelskiej, aby nie składać przysięgi na wierność carycy Katarzynie II (...)”.
Wspomnienia Szymona zostały wydane pod następującymi tytułami:
- „Siedem lat katorgi”
- „Ciernistym szlakiem”
- „Na Sybirze. Opowiadania z życia Polaków”
- „Pośród cywilnie umarłych”
- „Katorżnicy”
- „W roku 1863”
- „Na tułactwie”
- „Bez paszportu. Z pamiętników wygnańca”
- „W ucieczce”
- „Zbieg”

Szymon został pochowany w Warszawie na Powązkach w kwaterze 25 wprost-4-1.
Policja warszawska po swojemu uczciła Szymona Tokarzewskiego. Na rogach ulic, którymi z kościoła św. Antoniego przeciągał kondukt żałobny, stali konni żandarmi, komisarz policji i rewirowi tuż obok wdowy postępowali za trumną...